# Каква лунна нощ
„Каква лунна нощ“ (на украински: Ніч яка місячна) е популярна украинска песен, написана от кобзарите Андрий Волошченко и Васил Овчинников по тескт на Михайло Старицки.

## История
Михайло Старицки пише стихотворението „Предизвикателство“, което става по-известно с думите от първия му ред. Оригиналната музика към текста е написана от Микола Лисенко като ария, включена в опера по повестта на Николай Гогол „Майска нощ или удавница“. За първи път произведението е публикувано през 1885 г. в одеския алманах „Нива“.
Версията на песента, която придобива световна известност, е написана от кобзарите Андрий Волошченко и Васил Овчинников. Отпечатана в трета част на Шевченковата „Школа за свирене на бандура“ в печатницата на В. Гросе през 1914 г. заедно с три други музикални произведения на Лисенко: „Завещание“, „По повод смъртта на Т. Шевченко“ и марша „Хей, момчета, на оръжие“.
През 2003 г. песента е преведена на ерзянски език.

## Текст
Превод на български език:
| Предизвикателство Михайло Петрович Старицки 1870 г. Каква нощ, Господи! Лунна, звездна: Толкова ясно, можеш игли да събираш... Излез, любима, уморена от работа, Поне за минута в горичката! Нека седнем заедно тук под калината И аз съм господар на господарите... Виж, моя малка рибке, — като сребърна вълна Мъгла се разстила в полето; Горичката е магическа, сякаш осеяна с лъчи, Чудя се, дали не спя? Той е на стройна и висока трепетлика Листата трептят нежно; Неизмеримото небе е осеяно със звезди Каква Божа красота! И звезди като перли под тополите Бисерна роса играе. Не се страхувай за малките си крачета Потопи се в студената роса: До самата хижа и обратно Ще те нося на ръце. Не се страхувай, че ще замръзнеш, лебедче: Топлина - без вятър, без облаци... Ще те държа близо до сърцето си, И ще се стоплиш веднага; Не се страхувай, че някой ще ни чуе Говоря ти тихо: Нощта приспа всички, обгърна ги в сън - Нито шум в горичката! Враговете ти спят, уморени от работа, Няма да се уплашим от смеха им... Нека, обидени от съдбата проклета, Поемем вълната на любовта към греха? | \| Песента от филма „На бой отиват само старците“ Каква лунна, звездна, ясна нощ, Можеш игли да събираш. Излез, любима, уморена от работа Поне за минута в горичката. Не се страхувай, че босите ти крака Ще тъпчат студената роса. До самата хижа и обратно Ще те нося на ръце. Седим заедно близо до хижата И аз съм господар на господарите. Виж, моя рибке, като сребърната вълна По полето се търкаля мъглата. \| |  |
| Песента от филма „На бой отиват само старците“ Каква лунна, звездна, ясна нощ, Можеш игли да събираш. Излез, любима, уморена от работа Поне за минута в горичката. Не се страхувай, че босите ти крака Ще тъпчат студената роса. До самата хижа и обратно Ще те нося на ръце. Седим заедно близо до хижата И аз съм господар на господарите. Виж, моя рибке, като сребърната вълна По полето се търкаля мъглата. | |  |

## Изпълнения
Песента добива особена популярност и е изпълнявана често от украински музиканти. Някои от най-известните изпълнения са на: Алексей Горбунов, Анатолий Соловьяненко, Ярослав Евдокимов, Хор „Верьовка“, Квитка Цисик, и други.

## В популярната култура
Версията на Володимир Косовски „Тъмна нощ“ става популярна в редиците на Украинската въстаническа армия.
През 1973 г. първият и петият куплет на песента са използвани в саундтрака на филма „На бой отиват само старците“.

## Връзки
- Зоряне небо Старицького
- Изпълнение на Йевхен Дятлов в
- Изпълнение на Квитка Цисик в

|  | Тази страница частично или изцяло представлява превод на страницата „Ніч яка місячна“ в Уикипедия на украински. Оригиналният текст, както и този превод, са защитени от Лиценза „Криейтив Комънс – Признание – Споделяне на споделеното“, а за съдържание, създадено преди юни 2009 година – от Лиценза за свободна документация на ГНУ. Прегледайте историята на редакциите на оригиналната страница, както и на преводната страница, за да видите списъка на съавторите. ВАЖНО: Този шаблон се отнася единствено до авторските права върху съдържанието на статията. Добавянето му не отменя изискването да се посочват конкретни източници на твърденията, които да бъдат благонадеждни. |